# Die linkshändige Frau
Die linkshändige Frau ist ein deutscher Spielfilm aus dem Jahr 1977. Es ist nach dem Fernsehspiel Chronik der laufenden Ereignisse (1971) die zweite Regiearbeit des Schriftstellers Peter Handke und sein erster Kinofilm. Er schrieb das Drehbuch nach seinem gleichnamigen Roman.
Der Film wurde zuerst am 30. Oktober 1977 auf den Internationalen Hofer Filmtagen gezeigt.

## Handlung
Der Film hat keine dramatische Handlung im eigentlichen Sinne der Filmdramaturgie. Marianne ist seit zehn Jahren mit dem Manager Bruno verheiratet und lebt mit ihm und Sohn Stefan in Paris, als sie sich ohne offensichtlichen Grund entschließt, sich von ihm zu trennen. Sie verlässt ihren Mann und lebt künftig allein mit dem achtjährigen Sohn. Ihr Geld verdient sie in ihrem Beruf als literarische Übersetzerin, den sie bereits vor der Ehe ausgeübt hatte. Diese Wendung in ihrem Leben erscheint zunächst als ein Schritt in die Freiheit. Doch allein auf sich gestellt und mit den Bemerkungen von Bruno, Stefan und ihrer Freundin, der Lehrerin Franziska, konfrontiert, zieht sie sich immer weiter zurück und steht am Ende völlig bindungslos und einsam da, isoliert von der Außenwelt.

## Kritiken
Le Monde schwärmte 1978: „Man lernt eine Frau kennen, eine mythische Frau, eine Frau allein. Ein wunderschöner, gelungener Film.“ Auch Le Matin war seinerzeit voll des Lobes: „Eine erstaunliche Vision von Paris, wie es sie im französischen Kino noch nicht gegeben hat, selbst nicht zu Zeiten von Renoir.“
Das Lexikon des internationalen Films meinte, Peter Handke habe „zwar in angestrengter Kunstbeflissenheit optische Opulenz erreicht, den zentralen Gedanken seiner Vorlage – die Identitätskrise eines Menschen als Zeitkrankheit – aber nicht verdeutlichen“ können. Das Heyne Filmlexikon sah es 1996 ähnlich: „Schöne Worte in schönen, statischen Bildern. Sonst ist nicht viel los.“

## Auszeichnungen
Der Film nahm am Wettbewerb der Filmfestspiele von Cannes 1978 teil, ging bei der Preisvergabe jedoch leer aus. Peter Przygodda erhielt 1978 für diesen Film gemeinsam für seine Schnittarbeiten an den Filmen Der amerikanische Freund und Die gläserne Zelle den Deutschen Filmpreis in Gold. 1979 wurde Die linkshändige Frau mit dem Gilde-Filmpreis in Gold der deutschen Kunstfilmtheater als bester deutscher Film des Jahres ausgezeichnet.